# Sangiovannese 1927
L'Associazione Sportiva Dilettantistica Sangiovannese 1927, è una società calcistica italiana con sede nella città di San Giovanni Valdarno in provincia di Arezzo. Milita in Eccellenza, la quinta serie del campionato italiano.
Nella sua storia ha disputato 11 campionati di Serie C, 4 di Serie C1 e 11 di Serie C2.

## Storia
La Sangiovannese nasce come Unione Sportiva nel 1927, fondata dall'avvocato Alfredo Merlini. Sul finire degli anni trenta, arrivano le prime partecipazioni alla Serie C nazionale.
Al termine del campionato 1957-1958 la Sangiovannese è promossa nel nuovo torneo di Serie D, dove staziona fino al 1971; in questo anno venne promossa in serie C. Con la presidenza di Ivo Giorgi, la Sangiovannese ottiene un quarto posto, al termine del campionato 1974-1975, posizione che rimane tuttora la migliore mai raggiunta nella sua storia. La retrocessione in Serie D avvenne al termine della stagione 1981-1982. Negli anni '80 e '90 la squadra milita nei campionati di Promozione, Eccellenza e Campionato Nazionale Dilettanti.
Con il campionato 1999-2000, sotto la presidenza di Arduino Casprini e la guida tecnica di Leonardo Acori, avviene la risalita in Serie C2. Le successive stagioni regalano molte soddisfazioni ai tifosi sangiovannesi. 

La squadra della stagione 1974-1975

Nel primo campionato tra i professionisti la squadra chiude il girone di ritorno al sesto posto. L'anno successivo, stagione 2001-2002, riesce ad accedere ai play off qualificandosi quinta nel girone. Nelle semifinali play off affronta l'Alessandria passando il turno con un'importante vittoria allo Stadio Giuseppe Moccagatta; nelle finali play off invece non riesce a battere la Pro Patria. Per la successiva stagione 2002-2003 la squadra viene affidata alla guida tecnica di Giuseppe Sannino e vengono acquisiti giocatori importanti come Francesco Baiano e Davide Moscardelli, vero e proprio talento scoperto dalla società valdarnese che disputerà diverse stagioni in Serie A e Serie B con società blasonate. Il campionato inizia con un prestigioso pareggio 1-1 contro la Florentia Viola sul campo neutro dello Stadio Città di Arezzo con rete dell'ex di turno Baiano e si conclude con la squadra piazzata al sesto posto. Esonerato Sannino la panchina viene affidata a Maurizio Sarri, tecnico a quei tempi noto per aver allenato il Sansovino per tre stagioni, portando la società chianina tra i professionisti. L'intuito della società si è rivelato vincente: sotto la guida di Sarri la Sangiovannese si qualifica al secondo posto alle spalle del Grosseto e accede ai play off: questa volta si ritrova ad affrontare dapprima il Gubbio e successivamente il Gualdo; la Sangio, sostenuta da un numero di tifosi ragguardevole per le dimensioni del paese, batte entrambe le società umbre e accede così alla Serie C1. Sempre sotto la guida di Sarri la squadra disputa un'ottima stagione nel girone A della C1 piazzandosi ottava. Il presidente Casprini muore il 26 dicembre 2004 in un tragico incidente stradale. La società passa nelle mani dell'italo-argentino Ricardo Omar Ciancilla. Per la stagione 2005-2006 la panchina viene affidata a un allenatore molto esperto della categoria: Piero Braglia. La squadra valdarnese disputa un'ottima stagione nel girone B della Serie C1, affrontando squadre blasonate come il Napoli; proprio con quest'ultima ottiene un prestigioso pareggio 1-1 tra le mura amiche dello Stadio Virgilio Fedini, che per l'occasione ha fatto registrare il tutto esaurito e il record di presenze. A fine campionato la squadra si classifica al quinto posto e accede per la prima volta nella sua storia ai play off per la Serie B. Nelle semifinali play off pareggia 0-0 sia all'andata che al ritorno contro il Frosinone, squadra che successivamente vincerà i play off, ponendo così fine alla cavalcata della società di Marzocco.
La seguente stagione 2006-2007 vede la Sangiovannese nei bassifondi della classifica e un piazzamento finale al quindicesimo posto; costretta ai play out la squadra affronta il Pizzighettone e, battendolo, riesce a salvarsi. Non sarà così invece nella successiva stagione 2007-2008; la società, da giugno 2007 sotto la guida di un gruppo facente riferimento a Learco Lazzerini, imprenditore locale del settore della termoidraulica, conclude il campionato al diciassettesimo posto e viene sconfitta ai play out dalla Pistoiese. Nella stagione successiva la Sangio si salva all'ultima giornata. Il 16 marzo 2008 muore il presidente Learco Lazzerini. Nella stagione 2009-2010 la squadra aggancia gli spareggi per approdare in Lega Pro Prima Divisione. Vinta l'andata delle semifinali 1-0 contro il San Marino, perderà il ritorno in trasferta per 3-1. Nell'estate 2010 si iscrive alla Lega Pro Seconda Divisione. La squadra si ritrova a vivere una stagione di bassa classifica nel girone B e solo l'ancor più difficile situazione di Fano e Villacidrese la tiene al riparo dalla retrocessione. Durante il campionato i giocatori inscenano alcune plateali manifestazioni di protesta in campo a causa della mancanza del pagamento di diverse mensilità da parte della società.
Nel 2011 la Sangiovannese ha rinunciato all'iscrizione in Lega Pro e, in virtù dell'articolo 52 comma 10 delle NOIF della FIGC, è stato possibile creare una nuova società chiamata A.S.D. SanGiovanniValdarno, iscritta direttamente in Eccellenza sotto la guida della famiglia Grazi. Seguono due campionati di Eccellenza toscana di alta classifica, con piazzamenti al quarto e terzo posto. Nella stagione 2013-2014 la squadra si classifica al secondo posto nel girone, vince i play off contro la Castelnuovese e successivamente i play off nazionali contro l'Avezzano e il Lentigione, conquistando così la promozione in serie D. Nel campionato successivo la società valdarnese disputa un ottimo girone di ritorno sotto la guida tecnica di Roberto Malotti, regalando ai tifosi molte soddisfazioni, tra le quali spicca la vittoria in casa per 3-2 contro il Siena. Da luglio 2015 la società prende la denominazione di Associazione Sportiva Dilettantistica Sangiovannese 1927 e la guida tecnica viene affidata a Gennaro Ruotolo. Con quest'ultimo la squadra affronta un buon campionato piazzandosi al nono posto.
A fine stagione la famiglia Grazi lascia la società in mano a un gruppo d'imprenditori facenti riferimento a Giuseppe Perpignano, che in precedenza aveva ricoperto il ruolo di presidente del Barletta. Il nuovo organigramma è così composto: Fabrizio Sorvillo presidente, Daniele Lami vice presidente e Giovanni Carabellò direttore generale e sportivo. La panchina viene affidata a Ciro Ginestra.
In seguito alle dimissioni di Ciro Ginestra, a partire dal 7 dicembre 2016, la prima squadra di San Giovanni viene affidata al tecnico Andrea Bernini, già allenatore della Juniores Nazionali. Nei giorni successivi arriveranno anche le dimissioni del Consiglio Direttivo ossia Giuseppe Perpignano, Fabrizio Sorvillo, Daniele Lami e Giovanni Carabellò.
L'avventura di Bernini sulla panchina della prima squadra termina martedì 21 febbraio 2017, giorno in cui viene sollevato dall'incarico. La sconfitta della domenica precedente avvenuta per mano della APD Ribelle resta l'ultima gara ufficiale. Il giorno successivo viene presentato dal Consiglio Direttivo il nuovo allenatore Mario Palazzi, ex Foligno, di origini aretine, per anni collaboratore di Serse Cosmi.
Il 21 maggio 2017 retrocede nel campionato di Eccellenza sul campo della Colligiana, perdendo lo spareggio play-out 2-1.
Nel mese di Giugno 2017 il Consiglio Direttivo decide di presentare la domanda di ripescaggio, Il 6 luglio 2017 una delegazione della Sangiovannese presenta la documentazione necessaria per la domanda di ripescaggio.
La Lega nazionale Dilettanti, al termine della seduta del 1º agosto, rende nota la riammissione della ASD Sangiovannese 1927 al campionato di serie D, girone D.

## Colori e simboli
I colori della maglia dell'Associazione Calcio Sangiovannese sono l'azzurro ed il bianco. Il simbolo di questa squadra è invece il "Marzocco", un leone simbolo popolare fiorentino che con una zampa sinistra tiene uno scudo su cui è riprodotto un giglio dorato su sfondo bianco.

## Giocatori
Nel 1943 arrivò in squadra Pietro Pintossi che giocò ala sinistra fino al 1947

## Palmarès

### Competizioni nazionali
- Scudetto Serie D: 1

1999-2000

### Competizioni interregionali
- Serie D: 2

1970-1971 (girone E), 1999-2000 (girone E)

### Competizioni regionali
- Eccellenza: 1

1992-1993
- Promozione: 1

1990-1991 (girone C)

### Competizioni giovanili
- Campionato nazionale Dante Berretti: 1

1968-1969 (torneo Serie D)

### Altri piazzamenti
- Serie C2:

Secondo posto: 2003-2004 (girone B)
- Serie D:

Promozione: 1977-1978 (girone E)
- Campionato Nazionale Dilettanti:

Secondo posto: 1995-1996 (girone E), 1996-1997 (girone E), 1998-1999 (girone E)
Terzo posto: 1993-1994 (girone E)
- Eccellenza:

Secondo posto: 2013-2014 (girone B)
Terzo posto: 2012-2013 (girone B)
- Promozione:

Secondo posto: 1950-1951 (girone H)
- Coppa Italia Semiprofessionisti:

Finalista: 1976-1977
- Coppa Italia Serie D:

Semifinalista: 2015-2016

## Statistiche e record

### Partecipazione ai campionati

#### Campionati nazionali
In 78 stagioni sportive a partire dall'incardinamento nel sistema della FIGC nel 1921, 54 sono state disputate a livello nazionale a partire dall'esordio in Serie C 1939-1940.
| Categoria | Categoria                       | Partecipazioni | Debutto   | Ultima stagione | Totale |
| --------- | ------------------------------- | -------------- | --------- | --------------- | ------ |
| 3°        | Serie C                         | 11             | 1939-1940 | 1976-1977       | 15     |
| 3°        | Serie C1                        | 4              | 2004-2005 | 2007-2008       | 15     |
| 4°        | Promozione                      | 4              | 1948-1949 | 1951-1952       | 39     |
| 4°        | IV Serie                        | 1              | 1958-1959 | 1958-1959       | 39     |
| 4°        | Serie D                         | 15             | 1959-1960 | 2015-2016       | 39     |
| 4°        | Serie C2                        | 11             | 1978-1979 | 2010-2011       | 39     |
| 4°        | Campionato Interregionale       | 1              | 1982-1983 | 1982-1983       | 39     |
| 4°        | Campionato Nazionale Dilettanti | 7              | 1993-1994 | 1999-2000       | 39     |

#### Campionati regionali
In 78 stagioni sportive a partire dall'incardinamento nel sistema della FIGC nel 1921, 23 sono state disputate a livello regionale a partire dall'esordio in Terza Divisione 1928-1929.
| Categoria | Categoria             | Partecipazioni | Debutto   | Ultima stagione | Totale |
| --------- | --------------------- | -------------- | --------- | --------------- | ------ |
| 1°        | Terza Divisione       | 2              | 1928-1929 | 1929-1930       | 23     |
| 1°        | Prima Divisione       | 2              | 1937-1938 | 1938-1939       | 23     |
| 1°        | Promozione            | 13             | 1952-1953 | 1990-1991       | 23     |
| 1°        | Campionato Dilettanti | 1              | 1957-1958 | 1957-1958       | 23     |
| 1°        | Eccellenza            | 5              | 1991-1992 | 2013-2014       | 23     |

## Tifoseria

### Storia
Il tifo organizzato a San Giovanni Valdarno nasce nel 1974 con i Rangers e i Commandos, che accompagnarono la "Sangio" durante gli anni della Serie C.
Negli anni novanta, con il ritorno nel C.N.D. dopo un decennio di militanza nei livelli regionali, nascono Irriducibili (1991), Alcool Bani 90, Cappottati (1994), Ultras Marzocco (1999) e Legione Biancoazzurra.
Nel 2000, in seguito alla promozione in Serie C2, nasce la Vecchia Guardia. Con la susseguente promozione in Serie C1 (2004), nasce la Combriccola Autonoma, prodotto della fusione fra i precedenti gruppi Combriccola e Gruppo Autonomo.
Nel 2013 nasce il gruppo Istinto Ribelle.
I gruppi attualmente attivi sono Istinto Ribelle e GMS (cioè il resto della gradinata).
Gli ultras prendono posto nel settore gradinata, intitolato a Marco Sestini, storico tifoso azzurro deceduto prematuramente.

### Gemellaggi e rivalità
Gli ultras azzurri sostengono dei gemellaggi con le tifoserie di Foligno, Poggibonsi e Pavia.
Vi fu inoltre un gemellaggio con i tifosi dell'Arezzo per la comune rivalità con il Montevarchi, sciolto nel 2002.
La principale rivalità è invece con i tifosi del Montevarchi; fra le due squadre viene disputato il derby del Valdarno. Il primo fu disputato a Montevarchi l'8 dicembre 1929 nel campionato di Terza Divisione e fu vinto dai padroni di casa per 3-0 (reti di Marchionni e doppietta di Busoni). Ad oggi, l'ultimo derby del Valdarno, in ordine cronologico, si è tenuto nella stagione 2024/2025 dove il risultato finale è stato di 0-0.
Altre rivalità degne di nota sono con i tifosi di Grosseto, Gubbio, Colligiana, Massese, Ponsacco, Prato, Lucchese.